# Beriavat
Beriavat är ett vattendrag i Armenien. Det ligger i den centrala delen av landet, 70 kilometer nordost om huvudstaden Jerevan. Beriavat ligger vid sjön Sevansjön.
Trakten runt Beriavat är nära nog obefolkad, med mindre än två invånare per kvadratkilometer.